# 泰森·福里
泰森·福里（英語：Tyson Fury；1988年8月12日—），英国职业拳击运动员，重量级世界拳王。
福里于2008年进入职业拳坛。此后，他曾获得过英国、英联邦、爱尔兰、WBO洲际等数项比赛的冠军头衔。2015年，福里在击败了拳王弗拉迪米尔·克利奇科后，一举夺得了世界拳击协会（WBA）、国际拳击联合会（IBF）、世界拳击组织（WBO）、国际拳击组织（IBO）与《拳台》（The Ring）拳王头衔。他也因此在当年收获了《拳台》杂志评选的年度最佳拳手（Fighter of the Year）与年度量大冷门（Upset of the Year）奖项。不过当年年末，他就因为不同意与IBF指定的乌克兰拳手Vyacheslav Glazkov对决而被IBF剥夺了金腰带。
而在2016年，他又因为药检不合格等原因，最终放弃了WBA、WBO与IBO的金腰带。
2018年，福里回到了拳击场。2018年12月1日，福里和WBC世界冠军德翁泰·怀尔德打成了平手。截至2021年，福里在2020年2月击败怀尔德后，成为WBC和《拳台》(The Ring)重量级世界冠军。福里被广泛认为是世界上最好的重量级拳击手。
在2024/5/19號拳王統一戰輸給了烏西克，至此WBA、WBO、IBF、WBC冠軍統一戰結束烏西克成為四條腰帶的擁有者。